# 少しは、恩返しができたかな
『少しは、恩返しができたかな』は、死去した主人公「北原和憲」の母「北原美貴子」原作のノンフィクション、およびそれを原作としたテレビドラマ。駒場東邦中学校・高等学校の学生だった主人公が難病と闘いながら、高校を卒業し東京大学に入学し、亡くなるまでのストーリー。

## 原作
2005年・講談社より初刊
主人公の同級生の母である大橋照子が、命に対する想いを受けて執筆した。大橋照子が北原夫妻に数十回の取材を行い、半年をかけて執筆した。テレビドラマ版においても大橋照子の名が「原作協力」としてクレジットされている。

## 漫画
2005年・BE・LOVE（講談社）にて、竹田真理子の作画でコミカライズ。単行本は全1巻。

## テレビドラマ
2006年3月22日にTBS系列でスペシャルテレビドラマとして放送された。視聴率14.6%（ビデオリサーチ調べ・関東地区）北原和憲役二宮和也が第15回橋田賞を受賞した。また、作中では「上を向いて歩こう」(原曲は坂本九が歌唱した歌。)が頻繁に使われている。2006年8月25日にTCエンタテインメントよりDVDが発売されている。

### あらすじ（ドラマ版）
1999年10月、高校生の北原和憲は卓球の試合に臨んでいたが、数日前に左脚に違和感を覚えて病院で診察を受診していた。試合中の和憲に代わり母・美貴子が結果を聞きに病院に訪れるが、担当医・阿川からユーイング肉腫(ガンの一種)との診断に愕然とする。試合後突然の難病を告知された和憲は、家族に支えられながら前向きに病魔と闘うことを決めて入院生活を始める。最初の抗がん剤治療から数ヶ月間は順調だったががん細胞の成長は速く、2000年7月阿川からの勧めで和憲は通院による放射線治療に切り替える。
そんな中親友・牧内拓巳から医大受験することを聞いた和憲は、帰宅すると突然「東大受験することに決めた」と家族に告げる。驚いた美貴子は、高校の卓球部顧問に闘病する息子の受験のことを相談すると逆に説得され、“病気の治療を最優先”を条件に息子の挑戦を渋々認めることに。その後和憲は通院しながら拓巳たち卓球部仲間の協力で自宅で勉強を始めるが、秋頃阿川からガンの肺への転移を宣告されてしまう。
以前より体力が落ち歩行にも症状が現れるが和憲はめげずに受験勉強を頑張り、翌年のセンター試験や東大の前期試験を受ける。3月和憲の高校卒業が危ぶまれたが拓巳たちが教師を説得により許可が下り、その後和憲は東大に見事合格し家族と喜び合う。しかし4月に和憲が大学で初めて講義を受けた直後、病院の検査でガンの小脳への転移が見つかり再び入院してしまう。数日後美貴子は、見舞いに来た拓巳から和憲が「家族に無理を言ったけど頑張って東大に入れたし、少しは恩返しできたかな」と言っていたことを打ち明けられる。
7月下旬19歳の誕生日を迎えた和憲は、病院のベッドで美貴子の手料理をわずかに食べて「美味しい」と言った翌日、天国へと旅立つ。4年後の春北原家が和憲の死からようやく立ち直った頃、美貴子は拓巳たち卓球部仲間から大学卒業の記念写真に誘われ東大へと足を運ぶ。大学の敷地でたたずむ美貴子はふと、スーツ姿で卒業証書を手にする誇らしげな和憲を見たような気がして、目を潤ませながら「卒業おめでとう」とつぶやく。

### キャスト
北原和憲
演 - 二宮和也（嵐）
北原家の次男。駒場東邦高校2年生で卓球部に所属。7月24日生まれ。あだ名は“カズ”。性格について榊からは「根性があり意志が強い」、美貴子からは「頑張り屋だが少々無理をすることがある」と評されている。榊によると、以前からよく「目標があるから頑張れる」と言っているとのこと。病気後は、抗がん剤の副作用の脱毛を見越して自ら進んで剃髪となる。受験の志望学科は東京大学工学部建築学科（理科Ⅰ類）。
北原美貴子
演 - 大竹しのぶ
和憲と雅一の母。専業主婦。和憲の入院中は、自宅で毎日2食分の弁当を作って病院に持参し息子に食べさせている。和憲が阿川からの診断結果を受ける時は、いつも付き添っている。東大合格を目指す和憲の無謀とも呼べる挑戦に、母として悩みながらも応援する。
北原一郎
演 - 村田雄浩
和憲と雅一の父。美貴子の夫。会社員。和憲が重い病にかかったことにショックを受けるが、家族で息子を支える。時に和憲の病状に諦めかける美貴子を夫として元気づける頼りになる存在。仕事の合間をぬって、数回ある試験会場まで美貴子と共に和憲を送り届けるなどしている。「上を向いて歩こう」について「この歌を歌うと少し勇気をもらえる」として気に入っている。
北原雅一（まさかず）
演 - 高橋一生
北原家の長男。詳細は不明だが大学生と思われる。和憲との兄弟仲は良く冗談を言い合ったり、受験勉強に励む弟のために自宅で英語の勉強に付き添うなどしている。その後さらに英語力を磨くためにインターンシップを利用してアメリカに行くことを目指し始める。
牧内拓巳
演 - 勝地涼
和憲の親友で彼と同じく卓球部所属。あだ名は“タク”。和憲の病気後に退部したため、同級生とやや距離ができてしまう。子供の頃小児喘息を患っていたことから、医者になることを夢見て医大を受験する。シャイな性格なのか素っ気ない物言いが特徴で、和憲にも素直な言い方ができず冗談めかして誤魔化す癖がある。
卓球部部員
演 - 浅利陽介、郭智博、大東駿介
和憲と同じ高校の卓球部所属の同級生たち。部活時間以外でも友人として和憲と親しく過ごしている。和憲の病気発覚後は皆で病院に見舞いに訪れたり、大学受験を目指す彼のためにノートを作成したり自宅まで勉強を教えに来たりして彼を精神的に支える。仲間の内、数人が和憲と共に東大を受験する。
榊 宏昭
演 - 勝村政信
和憲が所属する高校卓球部の顧問。以前は弱かった卓球部を和憲が皆を引っ張り、強くしてくれたため信頼している。美貴子から和憲の病気のことを聞かされてからは、彼女にとって良き相談相手となる。その後和憲の高校卒業が危ぶまれたため、職員会議で校長たちに許可してくれるよう掛け合う。
田之倉校長
演 - 谷啓
駒場東邦高校校長。教師たちと和憲の高校卒業を許可するかどうかについて職員会議で話し合う。和憲を何とか卒業させてあげたいとする榊と、難色を示すベテラン教師の間で思い悩む。
ベテラン教師
演 - 金田明夫
出席日数が足りない和憲の卒業について職員会議で異議を唱える。その直後職員会議中に乱入してきた拓巳たちを注意する。
佐々木実緒
演 - 池脇千鶴
和憲を担当する看護師。和憲より少し年上だが、彼とは出会ってすぐに打ち解けお互いにタメ口で会話している。“笑顔は周りの人を幸せにする”がモットーで、できるだけ笑顔でいることを心がけている。大病を患い入院生活を送る和憲をできるだけ明るい雰囲気で過ごせるよう接する。
阿川孝俊
演 - 小木茂光
和憲の主治医。冒頭で和憲の病気をユーイング肉腫と診断し、ショックで上手く告知できない両親の代わりに彼に告知する。その後は和憲や美貴子に病状の変化を説明し、状況に応じた治療を行う。

### スタッフ
- 脚本：山崎淳也
- 音楽：笠松泰洋
- 演出：吉田健
- プロデューサー：山崎恒成
- 制作：TBS